# As-Samaw'al
As-Samaw'al ibn Yahya al-Maghribī  (arabisch السموأل بن يحيى المغربي, DMG as-Samawʾal b. Yaḥyā al-Maġribī; geboren um  1130 bei Bagdad; um  1180 in Maragha/Iran) war ein irakischer Mathematiker.

## Leben
Er war der Sohn des jüdischen Gelehrten Abu l-Abbas Yahya al-Maghribi, der aus Fès stammte, aber dann nach Bagdad zog, und von Anna Isaac Levi aus Basra. As-Samaw’al studierte in Bagdad Medizin und Mathematik nebst Anwendungen (Landesvermessung, Astronomie). Da der Stand des mathematischen Unterrichts in Bagdad damals nicht sehr hoch war, bildete er sich selbst fort, wobei er besonders von al-Karadschi beeinflusst war. Er entwickelte dessen algebraische Methoden in seiner ersten eigenen Abhandlung al-Bahir (Das Strahlen der Algebra), die auch Informationen über heute verlorene Werke von al-Karadschi enthält (zum Beispiel dessen Einführung des Pascalschen Dreiecks) und die er mit 19 Jahren veröffentlichte. Darin wird der Umgang mit Unbekannten wie mit Zahlen propagiert. Er beschrieb dort die Arithmetik von Polynomen (auch mit negativen Exponenten) und gab Methoden an, deren Nullstellen zu finden (Horner-Schema), und gab Rechenoperationen für negative Größen (einschließlich Regeln der Multiplikation). Außerdem behandelte er im Anschluss an al-Karadschi auch die Vollständige Induktion. Damit bewies er die Summenformel aufeinanderfolgender Quadrate:
{\displaystyle 1^{2}+2^{2}+3^{2}+\cdots +n^{2}={\frac {n(n+1)(n+2)}{6}}}
Ihm wird auch häufig zugeschrieben, als Erster {\displaystyle x^{0}=1} (in moderner Schreibweise) gesetzt zu haben.
Später ging er auf Reisen im Irak, in Syrien, Afghanistan (Kohistan) und Aserbaidschan, wo er sich 1163 aufhielt, als er vom Judentum zum Islam übertrat. Seine Rechtfertigung dieser Entscheidung ist erhalten. Seinen Vater setzte er erst später davon in Kenntnis, als er in Aleppo war – der Vater reiste daraufhin sofort zu seinem Sohn, starb aber unterwegs. Auf seinen Reisen verdiente er sich seinen Lebensunterhalt als Arzt. Es schrieb noch weitere Bücher, von denen aber nur wenige erhalten sind, zum Beispiel elementare Mathematiklehrbücher und ein Buch über Sexualität, das einzige von ihm im medizinischen Bereich erhaltene Buch. Ein Buch von ihm gegen Astrologie ist ebenfalls erhalten und eine Widerlegung der Christen und Juden.

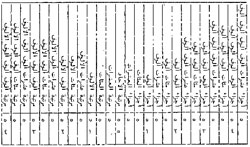
Illustration aus al-Bahir fi l-dschabr